# اچ‌ام‌اس پاتریسین (۱۹۱۶)
اچ‌ام‌اس پاتریسین (۱۹۱۶) (به انگلیسی: HMS Patrician (1916)) یک کشتی است که طول آن ۲۷۴ فوت (۸۴ متر) می‌باشد. این کشتی در سال ۱۹۱۶ ساخته شد.